# Roberto Ismael Torres Baez

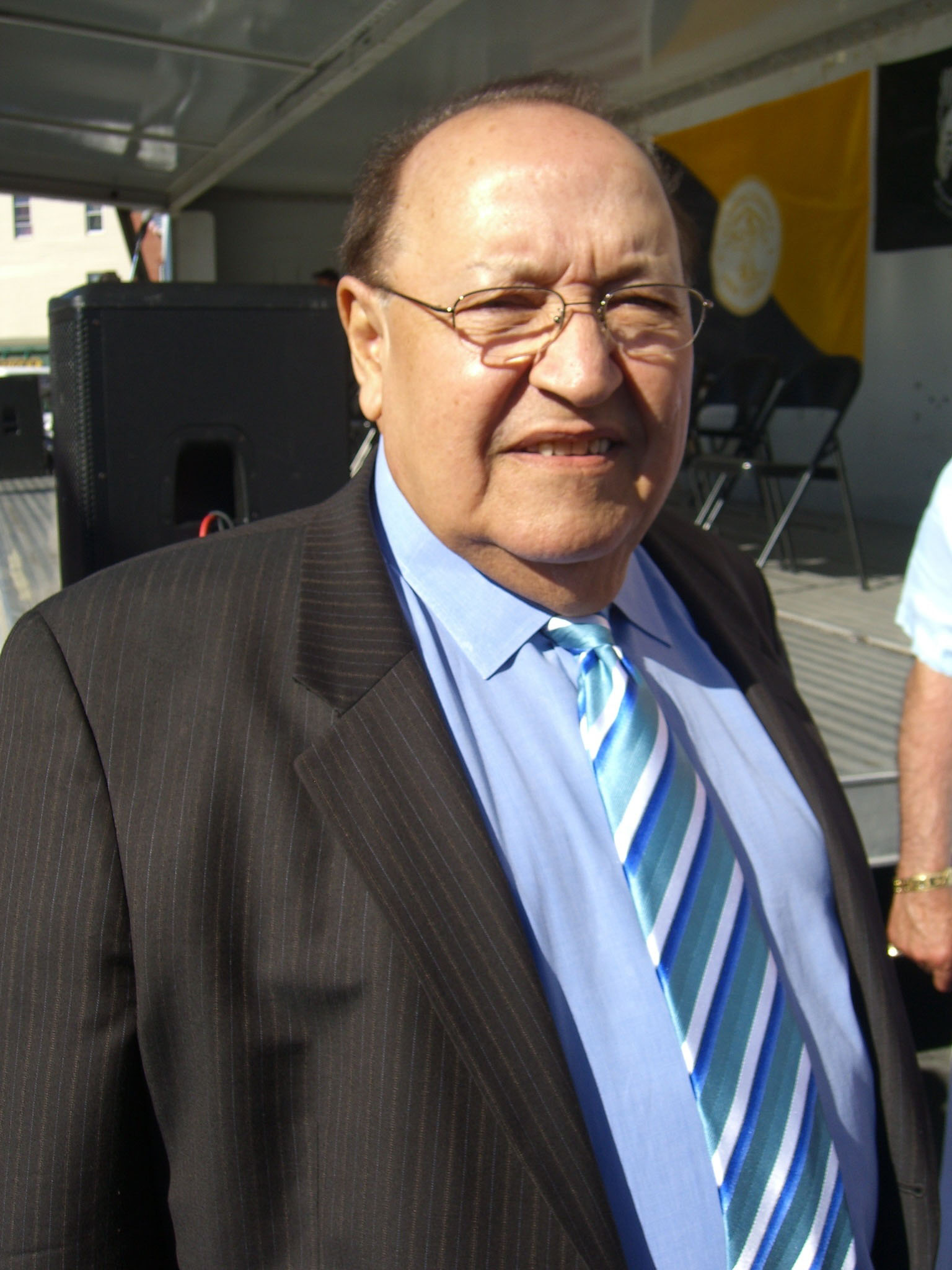

Roberto Ismael Torres Baez (6 aprile 1972) è un ex calciatore paraguaiano, di ruolo centrocampista.